# Aloe reinwardtii
Aloe reinwardtii é uma espécie de liliopsida do gênero Aloe, pertencente à família Asphodelaceae.